# Hubneria decipiens
Hubneria decipiens là một loài ruồi trong họ Tachinidae.